# Faza nematyczna

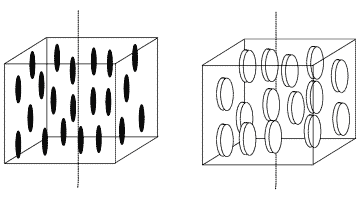
Schemat fazy nematycznej

Faza nematyczna (gr. nema – nić) to takie ułożenie cząsteczek ciekłego kryształu, że są one zorientowane w tym samym kierunku, lecz ich środki ciężkości nie są uporządkowane. Faza nematyczna jest zwykle oznaczana symbolem N. Substancje mające fazę nematyczną w szerokim zakresie temperatur, czyli takie, dla których faza ta jest dominująca, nazywamy nematykami.

## Struktura fazy nematycznej
W fazie nematycznej cząsteczki dążą do ustawienia w pewnym określonym kierunku. Kierunek ten nazywany jest direktorem. Przy czym uporządkowanie to zazwyczaj nie jest zupełne a ponadto dodatkowo zaburzane przez drgania termiczne molekuł. Stopień dopasowania kierunku molekuł do direktora określa parametr nazywany uporządkowaniem lub stopniem uporządkowania, oznaczany symbolem S.
Faza nematyczna może powstawać w substancjach, których cząsteczki wykazują anizotropię kształtu. Mogą one przypominać np. pręty lub dyski.
Odmianą fazy nematycznej jest faza cholesterolowa (N*) nazywana również fazą nematyczną skręconą. W fazie tej direktor nie ma stałego kierunku. Kierunek ten zmienia się w przestrzeni tworząc helisę.

## Właściwości optyczne i zastosowanie
Materiały występujące w fazie nematycznej generują w mikroskopie polaryzacyjnym tekstury, w których występują długie, kolorowe pasma, układające się w "wiatraki", czyli tzw. tekstury shlirenowskie.
|                                                           |  |
| Przykłady tekstur generowanych przez materiały nematyczne |  |

Materiały nematyczne są stosowane powszechnie w wyświetlaczach ciekłokrystalicznych.